# Thomas R. DiBenedetto
Thomas Richard DiBenedetto (n. 3 iunie 1949, Boston) este un antreprenor american de origine italiană. El a fost ce de-al 22-lea președinte al echipei italiene de fotbal AS Roma, de pe 27 septembrie 2011 până pe 27 august 2012, când a fost succedat de James Pallotta. Mai mult decât atât, președintele Boston International Group din 1983, președintele Junction Investitorii Ltd. (o firmă de management de investiții), din 1992 președinte al consiliului Jefferson Watermann International (o firmă de afaceri); director al Detwiler, Mitchell & Co (o firmă de valori mobiliare) și NWH Inc (o companie de software)
DiBenedetto este în prezent partener al New England Sports Ventures, care dețin atât Boston Red Sox și clubul de fotbal FC Liverpool din Premier League.

## AS Roma
|  | "Roma este o prințesă și noi o vom face regină |

(Thomas Richard DiBenedetto, 31 martie 2011, Roma)
După ce a început procesul de vânzare al societății sportive AS Roma, Dibenedetto, împreună cu alti trei asociați din SUA, James J. Pallotta, Michael Ruane și Richard D'Amore, decid să facă o ofertă pentru a obține echipa. La 15 februarie 2011, Unicredit, acționar și creditor al societății-mamă AS Roma, începe negocieri exclusive cu consorțiul american. Anterior, Paul Fiorentino și Piergiorgio Peluso, membrii de conducere a băncii, au călătorit în Statele Unite pentru a examina planurile de afaceri elaborate de Dibenedetto. La 16 aprilie 2011, după semnarea contractelor care au avut loc la Boston, Dibenedetto devine acționar majoritar al AS Roma. Acordul impune consorțiu pentru a obține 60% din capitalul clubului, lăsând restul de 40% în mâinile Unicreditului, care își rezervă dreptul să-l vândă antreprenorilor italieni în primul trimestru al anului 2012.